# Diócesis de Lugazi
La diócesis de Lugazi (en latín: Dioecesis Lugasiensis, en inglés: Roman Catholic Diocese of Lugazi) es una circunscripción eclesiástica de la Iglesia católica en Uganda. Se trata de una diócesis latina, sufragánea de la arquidiócesis de Kampala. Desde el 4 de noviembre de 2014 su obispo es Christopher Kakooza.

## Territorio y organización
La diócesis tiene 4595 km² y extiende su jurisdicción sobre los fieles católicos de rito latino residentes en los distritos de Kayunga y Mukono en la región Central.
La sede de la diócesis se encuentra en la ciudad de Lugazi, en donde se halla la Catedral de Nuestra Señora Reina de la Paz.
En 2019 en la diócesis existían 26 parroquias.

## Historia
La diócesis fue erigida el 30 de noviembre de 1996 con la bula Quando ad aeternam del papa Juan Pablo II, obteniendo el territorio de la arquidiócesis de Kampala.

## Estadísticas
Según el Anuario Pontificio 2020 la diócesis tenía a fines de 2019 un total de 829 660 fieles bautizados.
| Año                                                                             | Población            | Población | Población      | Sacerdotes | Sacerdotes    | Sacerdotes    | Bautizados por sacerdote | Diáconos permanentes | Religiosos | Religiosos | Parroquias |
| Año                                                                             | Bautizados católicos | Total     | % de católicos | Total      | Clero secular | Clero regular | Bautizados por sacerdote | Diáconos permanentes | Varones    | Mujeres    | Parroquias |
| ------------------------------------------------------------------------------- | -------------------- | --------- | -------------- | ---------- | ------------- | ------------- | ------------------------ | -------------------- | ---------- | ---------- | ---------- |
| 1999                                                                            | 386 831              | 928 548   | 41.7           | 65         | 55            | 10            | 5951                     |                      | 22         | 157        | 20         |
| 2000                                                                            | 394 190              | 941 986   | 41.8           | 63         | 53            | 10            | 6256                     |                      | 24         | 162        | 20         |
| 2001                                                                            | 403 732              | 1 504 802 | 26.8           | 63         | 51            | 12            | 6408                     |                      | 28         | 167        | 20         |
| 2002                                                                            | 413 417              | 978 952   | 42.2           | 64         | 52            | 12            | 6459                     |                      | 28         | 140        | 20         |
| 2003                                                                            | 444 615              | 1 084 426 | 41.0           | 60         | 50            | 10            | 7410                     |                      | 12         | 144        | 20         |
| 2004                                                                            | 471 500              | 1 150 000 | 41.0           | 60         | 50            | 10            | 7858                     |                      | 10         | 137        | 20         |
| 2007                                                                            | 508 114              | 1 239 301 | 41.0           | 57         | 51            | 6             | 8914                     | 3                    | 6          | 143        | 20         |
| 2013                                                                            | 667 362              | 1 549 134 | 43.1           | 80         | 73            | 7             | 8342                     |                      | 16         | 193        | 21         |
| 2016                                                                            | 793 403              | 1 682 923 | 47.1           | 76         | 69            | 7             | 10 439                   |                      | 7          | 189        | 22         |
| 2019                                                                            | 829 660              | 1 969 264 | 42.1           | 78         | 69            | 9             | 10 636                   |                      | 17         | 187        | 26         |
| Fuente: Catholic-Hierarchy, que a su vez toma los datos del Anuario Pontificio. |                      |           |                |            |               |               |                          |                      |            |            |            |

## Episcopologio
- Matthias Ssekamaanya (30 de noviembre de 1996-4 de noviembre de 2014 retirado)
- Christopher Kakooza, desde el 4 de noviembre de 2014